# Critérium National de la Route 1979
Il Critérium National de la Route 1979, quarantottesima edizione della corsa, si svolse dal 24 al 25 marzo su un percorso di 292 km ripartiti in 3 tappe, con partenza a Ollioules e arrivo a Draguignan. Fu vinto dall'olandese Joop Zoetemelk della Miko-Mercier-Vivagel davanti al francese Bernard Hinault e allo svedese Sven-Åke Nilsson. Per la prima volta nella storia della competizione non fu un ciclista francese ad aggiudicarsi la vittoria: ciò fu possibile, nonostante le squadre straniere non fossero ammesse alla corsa (lo sarebbero state solo a partire dal 1981), in quanto Zoetemelk gareggiava per una squadra francese.

## Tappe
| Tappa  | Data     | Percorso                                    | km    | Vincitore di tappa | Leader cl. generale |
| ------ | -------- | ------------------------------------------- | ----- | ------------------ | ------------------- |
| 1ª     | 24 marzo | Ollioules > Saint-Raphaël                   | 192,5 | Jacques Esclassan  |                     |
| 2ª     | 25 marzo | Saint-Raphaël > Saint-Raphaël               | 78,5  | Joop Zoetemelk     |                     |
| 3ª     | 25 marzo | Draguignan > Draguignan (cron. individuale) | 21    | Bernard Hinault    | Joop Zoetemelk      |
| Totale | Totale   | Totale                                      | 292   |                    |                     |

## Dettagli delle tappe

### 1ª tappa
- 24 marzo: Ollioules > Saint-Raphaël – 192,5 km

| Pos. | Corridore              | Squadra    | Tempo    |
| ---- | ---------------------- | ---------- | -------- |
| 1    | Jacques Esclassan      | Peugeot    | 4h08'30" |
| 2    | Yvon Bertin            | Renault    | s.t.     |
| 3    | Jean-François Pescheux | La Redoute | s.t.     |

| Pos. | Corridore | Squadra | Tempo |
| ---- | --------- | ------- | ----- |

### 2ª tappa
- 25 marzo: Saint-Raphaël > Saint-Raphaël – 78,5 km

| Pos. | Corridore        | Squadra | Tempo    |
| ---- | ---------------- | ------- | -------- |
| 1    | Joop Zoetemelk   | Miko    | 1h36'05" |
| 2    | Graham Jones     | Peugeot | a 1'01"  |
| 3    | Sven-Åke Nilsson | Miko    | s.t.     |

| Pos. | Corridore | Squadra | Tempo |
| ---- | --------- | ------- | ----- |

### 3ª tappa
- 25 marzo: Draguignan > Draguignan (cron. individuale) – 21 km

| Pos. | Corridore        | Squadra | Tempo  |
| ---- | ---------------- | ------- | ------ |
| 1    | Bernard Hinault  | Renault | 27'21" |
| 2    | Joop Zoetemelk   | Miko    | a 9"   |
| 3    | Sven-Åke Nilsson | Miko    | a 52"  |

| Pos. | Corridore        | Squadra | Tempo    |
| ---- | ---------------- | ------- | -------- |
| 1    | Joop Zoetemelk   | Miko    | 6h12'05" |
| 2    | Bernard Hinault  | Renault | a 54"    |
| 3    | Sven-Åke Nilsson | Miko    | a 1'44"  |

## Classifiche finali

### Classifica generale
| Pos. | Corridore         | Squadra                    | Tempo    |
| ---- | ----------------- | -------------------------- | -------- |
| 1    | Joop Zoetemelk    | Miko-Mercier-Vivagel       | 6h12'05" |
| 2    | Bernard Hinault   | Renault-Gitane             | a 54"    |
| 3    | Sven-Åke Nilsson  | Miko-Mercier-Vivagel       | a 1'44"  |
| 4    | Hennie Kuiper     | Peugeot-Esso-Michelin      | a 2'19"  |
| 5    | Graham Jones      | Peugeot-Esso-Michelin      | a 2'32"  |
| 6    | Pierre Bazzo      | La Redoute-Motobecane      | a 2'52"  |
| 7    | Raymond Martin    | Miko-Mercier-Vivagel       | a 2'59"  |
| 8    | Christian Calzati | Les Amis du Tour de France | a 3'09"  |
| 9    | Jean Chassang     | Renault-Gitane             | a 3'28"  |
| 10   | Patrice Thevenard | Flandria-Ca va Seul-Sunair | a 3'31"  |